# Кодове ім'я: Шакал
Кодове ім'я: Шакал (кор. 자칼이 온다) — південнокорейський гостросюжетний комедійний фільм 2012 року.

## Сюжет фільму
По готелю «Paradise» у Сончжу снують поліцейські, тут за оперативними даними повинна з'явитися легендарна жінка-кілер Пон Мін Чон по кличці «Шакал», а за її затримання оголошена нагорода в сто мільйонів. В цьому ж готелі зупинився і суперзірка Чхве Хьон. Адже черговим замовленням Шакала є саме він. Але для дівчини це останнє замовлення — вона вирішила зав'язати. Заманивши співака в пастку, кілер викрадає його. В цей раз у неї дивне завдання, вона повинна звести чоловіка з розуму. Але тепер дівчина не знає як бути, зрозумівши, що жертва — той співак, яким вона так захоплюється, і чиєю затятою фанаткою є. А Чхве Хьон здогадався, що замовником викрадення є його колишня подружка Анжела. У той час, коли Анжела з'явилася в номері, щоб помилуватися на хлопця, що став тепер її іграшкою, вона була ненавмисно вбита Мін Чон. А ось тут починається найцікавіше, адже Хьон вирішує допомогти дівчині виплутатися зі скрутного становища…

### Актори
- Сон Чі Хьо — у ролі Бон Мін Чон.
- Кім Че Чжун[en] — у ролі Чхве Хьона.
- О Даль Су[en] — у ролі старшого детектива Ма.
- Хан Сан Чжін[en] — у ролі лідера команди Сіна.
- Кім Сон Рьон[en] — у ролі Анжели.
- Кім Йон Гон[en] — у ролі чоловіка Анжели.